# ویکتور دراگولوف
ویکتور دراگولوف (بلغاری: Виктор Драголов؛ زادهٔ ۲۷ ژوئیهٔ ۱۹۸۸) بازیکن فوتبال اهل بلغارستان است.